# Wakita Kazu

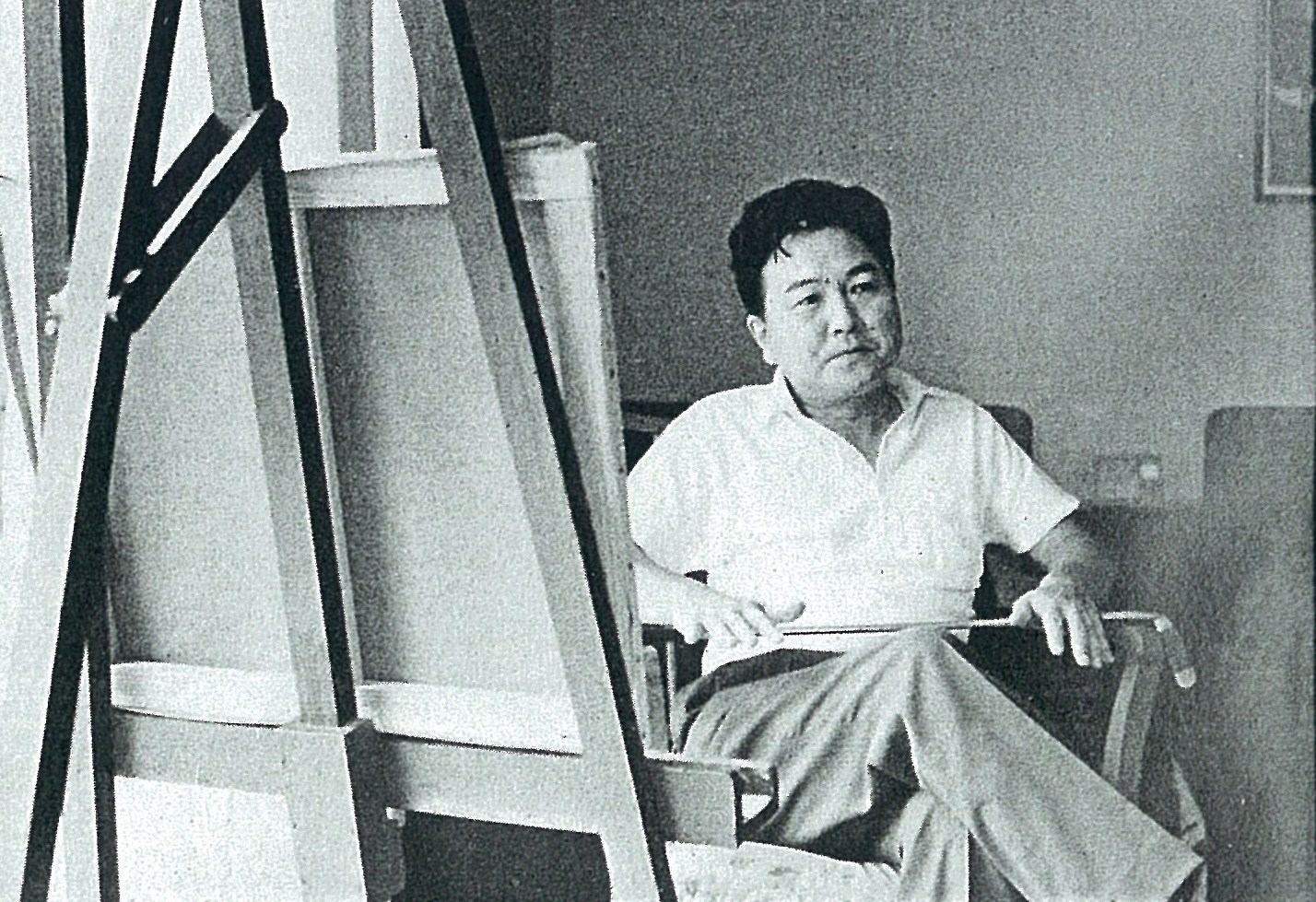
Wakita, 1960

Wakita Kazu (japanisch 脇田 和; geb. 7. Juni 1908 in Tokio; gest. 21. November 2005) war ein japanischer Maler der Yōga-Richtung in der Shōwa-Zeit.

## Leben und Werk
Wakita kam  im Alter von 15 Jahren nach Deutschland und studierte von 1925 bis 1930 in Berlin Malerei. Nach seiner Rückkehr 1930 konnte er sein Bild „Stillleben auf einem weißen Tisch“ (白い机の静物 Shiroi tsukue no seibutsu) auf der Teiten-Ausstellung des Jahres 1932 zeigen. Danach präsentierte er Arbeiten auf den folgenden Teiten-Ausstellungen, auf denen der Kōfu-kai und auf denen der Japanischen Gesellschaft für Aquarellmalerei (日本水彩画会 Nihon suisai gakai). 1936 erhielt er auf der Ausstellung der Kōfu-kai einen Preis für sein Bild „Eine Ecke im Atelier des Künstlers“ (画室の一隅 Gashitsu no ichigū). Im selben Jahr gründete er, zusammen mit Inokuma Gen’ichirō und Koiso Ryōhei, die Vereinigung „Neue kreative Richtung“ (新制作派 Shin-seisaku-ha) und blieb dort sein Leben lang ein aktives Mitglied.
1936 nahm Wakita an dem Kunstwettbewerb anlässlich der Olympischen Spiele in Berlin teil. Sein Beitrag wurde jedoch nicht prämiert. 1938 kam er als Mitglied des japanischen Presse-Corps nach Shanghai. Es entstand das Bild „Landung angesichts des Feindes“ (敵前上陸 Tekizen jōriku).
Nach dem Pazifikkrieg malte Wakita eine Reihe von Bildern mit Kindern als zentralem Thema und Bilder mit Märchenthemen, darunter „Engel mit Blumen“ (花にくる天使 Hana ni kuru tenshi) und „Unterhaltung mit einem Vogel“ (鳥と話す Tori to hanasu). Auf der „Japanischen internationalen Kunstausstellung“ (Nihon kokusai bijutsuten) von 1955 gewann er eine Auszeichnung für sein Bild „Konflikt“ (争い Arasoi). Im selben Jahr stellte er auf der Biennale von São Paulo aus und erhielt im folgenden Jahr den Mainichi Preis für Kunst. 1956 zeigte er auch Bilder auf der Guggenheim Art Exhibition.
Auf Einladung des US State Departments 1956 reiste er durch die Vereinigten Staaten und anschließend durch Europa. Im März 1957 hatte er eine Einzelausstellung in der New York Contemporary Gallery und kehrte im April nach Japan zurück. Weitere Reisen führten ihn 1962 auf durch mehrere asiatische Länder und Europa, 1966 besuchte er Mexiko.
Neben den erwähnten Vogel- und Kinderbildern entwickelte er einen eigenen Stil in Wandbildern mit Märchenthemen. Beispiele dafür sind „Umherfliegen“ (飛天 Hiten; 1967), „Fenster in Steinmauer“ (石塀の窓 Ishibei no mado; 1968) und „Lackierte Wand“ (漆の壁 Urushi no kabe; 1968).
1998 wurde Wakita als Person mit besonderen kulturellen Verdiensten ausgezeichnet. In Karuizawa wurde das Wakita-Kunstmuseum (脇田美術館 Wakita bijutsukan) eröffnet, das um sein Atelier herum gebaut wurde. Es zeigt ständig eine Auswahl von etwa 1000 seiner Bilder.